# Boris Sagredo
Boris Alexis Sagredo Romero (* 21. März 1989 in San Felipe) ist ein chilenischer Fußballspieler. Der offensive Mittelfeldspieler bestritt sechs Länderspiele für die Nationalmannschaft und wurde auf Vereinsebene drei Mal chilenischer Meister.

## Karriere

### Verein
Boris Sagredo wurde gemeinsam mit Ariel Salinas vom ehemaligen San Felipe-Kapitän Héctor Roco dem CSD Colo-Colo empfohlen. Bei den Albos debütierte er in der Profimannschaft während der Clausura 2006. Er konnte sich aber keinen Stammplatz erkämpfen und wurde an den CD Palestino ausgeliehen, mit dem er Vizemeister wurde. Auch nach seiner Rückkehr zu Colo-Colo konnte er sich beim Rekordmeister nicht durchsetzen. Er wurde zwei weitere Male verliehen und wechselte 2011 endgültig zum CD O’Higgins. In seiner Zeit bei den Albos gewann er drei Meistertitel. Bei O’Higgins bekam der Mittelfeldspieler nach anfänglichen Einwechslungen einen Platz in der Startelf unter Trainer Ivo Basay. Basay war es auch, der Sagredo 2013 zu den Santiago Wanderers und 2014 zu Ñublense holte. Von 2015 bis 2018 lief er für San Luis und wechselte nach einer kurzen Station bei ABC Natal in Brasilien zum AC Barnechea.

### Nationalmannschaft
Sagredo kam zwischen Januar 2008 und Januar 2013 bei insgesamt sechs Länderspielen zum Einsatz. Bei den sechs Freundschaftsspielen stand der Mittelfeldspieler zwei Mal in der Startelf und wurde vier Mal eingewechselt, darunter bei seinem Debüt gegen Südkorea für Pedro Morales.

## Erfolge
Colo-Colo
- Chilenischer Meister: 2006-C, 2007-A, 2007-C